# Hesperumia impensa
Hesperumia impensa är en fjärilsart som beskrevs av Frederick H. Rindge 1974. Hesperumia impensa ingår i släktet Hesperumia och familjen mätare. Inga underarter finns listade i Catalogue of Life.